# Приходько, Пётр Сергеевич
Пётр Сергеевич Приходько (1918—1944) — советский военнослужащий. Участник Великой Отечественной войны. Герой Советского Союза (1944, посмертно). Старший сержант.

## Биография
Пётр Сергеевич Приходько родился 8 ноября 1918 года в уездном городе Кременчуге Полтавской губернии Украинской Державы (ныне город, административный центр Кременчугского района Полтавской области Украины) в семье рабочего. Украинец. Окончил 6 классов школы № 6 и музыкальную школу. До призыва на военную службу работал музыкантом.
В ряды Рабоче-крестьянской Красной Армии П. С. Приходько был призван Кременчугским городским военкоматом в 1939 году. Срочную службу нёс в пограничных войсках НКВД СССР в Амурской области Хабаровского края. Срок службы П. С. Приходько подходил к концу, но с началом Великой Отечественной войны его демобилизация была отсрочена на неопределённый срок. В октябре 1942 года в Хабаровске из пограничников Хабаровского и Уссурийского краёв началось формирование стрелковых дивизий. Красноармеец Приходько оказался в составе 40-го стрелкового полка 102-й стрелковой дивизии. В декабре 1942 года дивизия была переброшена в Молотовскую область, где её личный состав до февраля 1943 года проходил боевую учёбу. Пётр Сергеевич освоил воинскую специальность пулемётчика и был переведён в пулемётную роту 3-го стрелкового батальона.
15 февраля 1943 года 102-я стрелковая дивизия была включена в состав 70-й армии Центрального фронта. В боях с немецко-фашистскими захватчиками ефрейтор П. С. Приходько с начала марта 1943 года. Боевое крещение принял в боях под Дмитровском-Орловским. В марте 1943 года Пётр Сергеевич был ранен, но быстро вернулся в строй. До лета 1943 года дивизия, в которой служил Приходько, держала оборону в Дмитровском районе Орловской области на рубеже Брянцево—Ферезёво—Хальзево. Летом 1943 года П. С. Приходько участвовал в оборонительной фазе сражения на Курской дуге и Орловской операции Курской битвы, в составе своего подразделения освобождал город Дмитровск-Орловский. 26 августа дивизия была переброшена в район посёлка Починок-Алешок, откуда в составе 48-й армии перешла в наступление в ходе Черниговско-Припятской операции Битвы за Днепр. Ефрейтор П. С. Приходько при форсировании реки Десны и в боях на её правом берегу северо-восточнее Новгород-Северского с 9 по 16 сентября, поддерживая огнём из пулемёта наступление своего полка, действовал умело и решительно, уничтожив четыре пулемётные точки противника. В ходе дальнейшего наступления на гомельском направлении Пётр Сергеевич был ранен. После недолгого пребывания в медсанбате он вернулся в свою часть, но в боях за плацдарм на правом берегу реки Сож в начале ноября 1943 года вновь получил ранение и оказался на больничной койке. После возвращения в полк П. С. Приходько был произведён в младшие сержанты.
В январе 1944 года наводчик станкового пулемёта младший сержант П. С. Приходько отличился в ходе Калинковичско-Мозырской операции Белорусского фронта. В боях за деревни Расова и Печищи Паричского района Полесской области Белорусской ССР 17 января 1944 года огнём своего «Максима» он отразил две вражеские контратаки, рассеяв роту немецкой пехоты, уничтожив 3 огневые точки и до 25 солдат неприятеля. 18 января 1944 года перед стрелковыми подразделениями 40-го стрелкового полка была поставлена задача перерезать шоссе Дуброва-Чирковичи. Находясь непосредственно в боевых порядках наступающей пехоты, младший сержант Приходько подавлял огневые точки противника и способствовал выполнению боевого задания. Когда стрелковые подразделения заняли оборону на шоссе, немцы после мощной артиллерийской подготовки перешли в контратаку при поддержке танков и самоходных артиллерийских установок. Младший сержант Приходько, заняв позицию впереди стрелковых подразделений, подпустил врага поближе и огнём из пулемёта расстреливал его в упор. Несколько раз пулемётчик попадал в полуокружение, но не отступил ни на шаг. Когда закончился боекомплект пулемёта, П. С. Приходько продолжал удерживать занимаемый рубеж, обороняясь гранатами и ведя огонь из ППШ. Противник, потеряв более 100 человек убитыми, стал отступать. Воодушевлённые героическими действиями младшего сержанта Приходько бойцы стрелковых подразделений перешли в контратаку и завершили разгром врага. За проявленную в бою отвагу Пётр Сергеевич получил внеочередное звание старшего сержанта и был назначен командиром пулемётного расчёта. В последующие два дня П. С. Приходько отразил ещё две контратаки неприятеля, нанеся ему большой урон. 29 января 1944 года Пётр Сергеевич был в четвёртый раз ранен и эвакуирован в медсанбат. После возвращения в строй он принял под командование пулемётный взвод пулемётной роты 3-го стрелкового батальона. Старший сержант П. С. Приходько особо отличился в ходе Бобруйской операции, осуществлённой войсками 1-го Белорусского фронта в рамках Белорусской стратегической операции.
24 июня 1944 года штурмовой батальон 40-го стрелкового полка форсировал реку Друть у деревни Колосы в двух километрах западнее города Рогачёва. В момент переправы взрывом вражеского снаряда был разбит штурмовой мостик. Не задумываясь, старший сержант П. С. Приходько бросился в воду и удержал конструкцию от полного разрушения. Его примеру последовали другие солдаты, благодаря чему сапёрам удалось восстановить мостик, и переправа была продолжена. Переправившись через реку, взвод старшего сержанта Приходько подавил несколько огневых точек противника, которые мешали продвижению пехоты и в числе первых ворвался в первую линию немецких траншей. Когда в бою за вторую линию вражеских окопов из строя вышел расчёт одного из пулемётов, П. С. Приходько один заменил весь расчёт и огнём «Максима» уничтожал живую силу врага, обеспечив успех стрелковых подразделений при взятии немецких укреплений. Пётр Сергеевич был ранен, но сделав перевязку, продолжил командовать взводом. При штурме четвёртой линии траншей неприятеля находившийся непосредственно в боевых порядках пехоты старший сержант Приходько получил смертельное ранение. Вражеская оборона была прорвана, но Пётр Сергеевич от полученных ран скончался. За образцовое выполнение боевых заданий командования на фронте борьбы с немецкими захватчиками и проявленные при этом отвагу и геройство указом Президиума Верховного Совета СССР от 23 августа 1944 года старшему сержанту Приходько Петру Сергеевичу было присвоено звание Героя Советского Союза посмертно. Первоначально П. С. Приходько был похоронен в деревне Колосы. В июне 1958 года его прах был перезахоронен в деревне Заполье Рогачёвского района Гомельской области Белоруссии.

## Награды
- Медаль «Золотая Звезда» (23.08.1944, посмертно);
- орден Ленина (23.08.1944, посмертно);
- орден Красного Знамени (03.07.1944);
- орден Красной Звезды (25.01.1944);
- медаль «За отвагу» (27.10.1943).

## Память
- Имя Героя Советского Союза П. С. Приходько увековечено на Аллее Героев в городе Кременчуге.
- Мемориальная доска в честь Героя Советского Союза П. С. Приходько установлена на здании детской музыкальной школы № 1 имени П. И. Чайковского в городе Кременчуге.

## Документы
- Общедоступный электронный банк документов «Подвиг Народа в Великой Отечественной войне 1941—1945 гг.» Дата обращения: 10 апреля 2013. Архивировано из оригинала 13 марта 2012 года.

Представление к званию Героя Советского Союза и указ ПВС СССР о присвоении звания. Дата обращения: 10 апреля 2013. Архивировано 21 апреля 2013 года.
Орден Красного Знамени (наградной лист и информация из учётной карточки). Дата обращения: 10 апреля 2013. Архивировано 21 апреля 2013 года.
Орден Красной Звезды (наградной лист и приказ о награждении). Дата обращения: 10 апреля 2013. Архивировано 21 апреля 2013 года.
Медаль «За отвагу» (приказ о награждении). Дата обращения: 10 апреля 2013. Архивировано 21 апреля 2013 года.
- Обобщённый банк данных «Мемориал». Дата обращения: 10 апреля 2013. Архивировано из оригинала 10 мая 2012 года.

ЦАМО, ф. 33, оп. 11458, д. 374.
ЦАМО, ф. 33, оп. 11458, д. 253.
Информация из списка захоронения З375-587.
Учётная карточка захоронения З375-587.
Схема захоронения З375-587.